# ニュルタム
ニュルタム（チ: dngul kram、ゾ:དངུལ་ཀྲམ、英: ngultrum）は、ブータン王国の通貨単位。ブータンの国語ゾンカ語では「グルタム」と読む。英語表記より、他にヌルタム、ニュートラム等とカナ表記されることがある。

## 概要
1974年にブータン・ルピーに代わり導入された。高額紙幣としては、1,000ニュルタム紙幣が発行されている。ISO 4217コードはBTN。1ニュルタム=1インド・ルピーで固定されている。円に対するレートは、1ニュルタム=約1.65円（2013年7月現在）。

## 硬貨
補助通貨はチェルタム （チ: phyed kram、英: chetrums）で、ブータンの国語ゾンカ語では「チェタム」と読む。100チェルタム=1ニュルタム。

1974年にアルミニウムの5チェルタム硬貨と10チェルタム硬貨、アルミニウム青銅の20チェルタム硬貨、白銅ニッケルの25チェルタム硬貨と1ニュルタム硬貨が導入された。5チェルタム硬貨は正方形、10チェルタム硬貨はホタテ貝の形をしていた。1979年には青銅の新5チェルタム硬貨と新10チェルタム硬貨、アルミニウム青銅の新25チェルタム硬貨、白銅ニッケルの新25チェルタム硬貨と50チェルタム硬貨および新1ニュルタム硬貨が導入された。現在、5チェルタム硬貨と10チェルタム硬貨は、ほとんど流通していない。

## 紙幣
1974年に1ニュルタム紙幣、5ニュルタム紙幣、10ニュルタム紙幣を発行した。続いて1978年には20ニュルタム紙幣、50ニュルタム紙幣、100ニュルタム紙幣を発行した。2006年にデザイン変更と500ニュルタム紙幣の発行がおこなわれ、2008年11月6日にはジグミ・ケサル・ナムゲル・ワンチュクの戴冠を記念して、新50ニュルタム紙幣と1000ニュルタム紙幣が発行された。現在では1、5、10、20、50、100、500、1,000ニュルタム紙幣が流通している。
| 現行紙幣 | 現行紙幣         | 現行紙幣    | 現行紙幣             | 現行紙幣 | 現行紙幣 | 現行紙幣        | 現行紙幣      | 現行紙幣       |
| 画像     | 紙幣             | サイズ      | 色彩                 | 透かし   | 説明 | 説明            | 発行年        | 最初の発行日   |
| 画像     | 紙幣             | サイズ      | 色彩                 | 透かし   | 表 | 裏              | 発行年        | 最初の発行日   |
| -------- | ---------------- | ----------- | -------------------- | -------- | --- | --------------- | ------------- | -------------- |
|          | 1 ニュルタム     | 120 x 60 mm | 青、赤および緑       | なし     | 竜 | Simtokha Dzong  | 2006年        | 2006年11月20日 |
|          | 5 ニュルタム     | 125 x 60 mm | 黄色、茶色および赤   | なし     | 鳥 | Paro Taktsang   | 2006年 2011年 | 2006年11月20日 |
|          | 10 ニュルタム    | 125 x 65 mm | 深緑と黄色           | あり     | 第4代国王ジグミ・シンゲ・ワンチュクとDungkar（巻貝、幸運の象徴の一つ）                                                      | Rinpung Dzong   | 2006年 2013年 | 2006年11月20日 |
|          | 20 ニュルタム    | 130 x 65 mm | 黄色と緑             | あり     | 第3代国王ジグミ・ドルジ・ワンチュク                                                                                         | Punakha Dzong   | 2006年        | 2006年11月20日 |
|          | 50 ニュルタム    | 145 x 70 mm | ピンク、オレンジと緑 | あり     | 現国王ジグミ・ケサル・ナムゲル・ワンチュク                                                                                  | Trongsa Dzong   | 2008年        | 2008年11月6日  |
|          | 100 ニュルタム   | 145 x 70 mm | 緑                   | あり     | 第4代国王ジグミ・シンゲ・ワンチュクとNorbu Rimpochhe（縁起の良い宝石の 一つ）                                               | Tashichho Dzong | 2006年 2011年 | 2006年11月20日 |
|          | 500 ニュルタム   | 155 x 70 mm | ピンク、オレンジと緑 | あり     | 初代国王ウゲン・ワンチュクとレイヴンクラウン                                                                                | Punakha Dzong   | 2006年 2011年 | 2006年11月20日 |
|          | 1,000 ニュルタム | 165 x 70 mm | 黄色、赤と金色       | あり     | 現国王ジグミ・ケサル・ナムゲル・ワンチュクとレイヴンクラウン（ブータン国王 が着用する王冠であり、レイヴンはブータンの国鳥） | Tashichho Dzong | 2008年        | 2008年11月6日  |